# Humularia
Humularia es un género de plantas con flores con  42 especies perteneciente a la familia Fabaceae. Comprende 21 especies descritas y de estas, solo 9 aceptadas.

## Taxonomía
El género fue descrito por Paul Auguste Duvigneaud y publicado en Bulletin de la Société Botanique de Belgique 86(2): 151. 1954.

## Especies seleccionadas
- Humularia affinis
- Humularia anceps
- Humularia apiculata
- Humularia bakeriana
- Humularia bequaertii